# 安德烈亚斯·克普克
安德烈亚斯·克普克（德語：Andreas Köpke，1962年3月12日—），德国男子足球运动员，场上位置是守门员。他曾代表西德、德国参加1990年、1994年和1998年国际足联世界杯，其中1990年世界杯获得冠军。